# Bassant Hemida
Bassant Mohamed Awad Abdelsalem Hemida (née le 28 septembre 1996) est une athlète égyptienne, spécialiste du sprint.

## Biographie
Elle atteint la demi-finale des championnats du monde 2019. Elle termine 4e de sa demi-finale en 22 s 92.
Qualifiée via le classement mondial pour les Jeux olympiques de Tokyo, elle réalise quelques semaines avant, le 4 juillet 2021 à Brno, ses records personnels en 11 s 14 (+ 0,8) et 22 s 79 (- 0,2), nouveaux records nationaux. Néanmoins, dix jours plus tard, elle se blesse et est contrainte de déclarer forfait pour les Jeux.
De retour sur les pistes en décembre aux championnats d'Egypte hivernaux, au Caire, elle remporte l'or sur 200 m et 400 m, établissant sur la dernière distance un nouveau record national en 52 s 84.
En mars 2022, elle fait sensation aux Championnats d'Egypte à El Maadi en courant la meilleure performance mondiale de l'année provisoire avec un temps de 10 s 97, premier chrono sous les 11 secondes. Néanmoins, le vent, de + 4,7 m/s, est au-delà de la limité autorisée (+ 2.0).
Le 7 mai 2022, elle termine 2e du Kip Keino Classic à Nairobi au Kenya en améliorant son propre record d'Égypte en 11 s 02 (- 0,4 m/s), derrière la Jamaïcaine Shelly-Ann Fraser-Pryce (10 s 68). Elle devient l'athlète arabe et la 12e africaine la plus rapide de tous les temps.
Elle décroche l'or sur 100 m et sur 200 m lors des Jeux méditerranéens, en battant sur les deux distances les records des Jeux, en 11 s 10 (+ 0,5 m/s) et 22 s 47 (+ 0,9 m/s).
Blessée, elle manque les championnats du monde à Eugene se déroulant en juillet.
Elle reprend la compétition en fin de saison, terminant 3e du 100 m en 11 s 07 et 2e en 22 s 59 au meeting de Bellinzone, puis clôt sa saison quelques jours plus tard en Égypte la semaine suivante en 11 s 08.
En 2023, elle commence sa saison estivale internationale le 29 avril au Botswana Golden Grand Prix à Gaborone, terminant 2e du 100 m en 11 s 09 (+ 0,4 m/s) et 3e du 200 m en 22 s 75 (- 0,5 m/s). Deux semaines plus tard, au Kip Keino Classic de Nairobi, elle court de nouveau en 11 s 09, trop venté, et termine 4e.
Le 28 mai, elle fait ses débuts en Ligue de diamant, à l'occasion du Meeting international Mohammed-VI de Rabat sur 200 m, où elle prend la 5e place de la course en 22 s 67 (+ 0,8 m/s), son meilleur temps de la saison. 3 jours plus tard, elle prend la deuxième place du Meeting de Montreuil sur 100 m en 11 s 07 (+ 2,8 m/s), derrière la Gambienne Gina Bass (11 s 03).
Le 4 juin, lors des Fanny Blankers-Koen Games à Hengelo, Hemida remporte son premier grand meeting international lorsqu'elle s'impose sur 200 m en 22 s 41 (+ 1,4 m/s) devant la Néerlandaise Lieke Klaver (22 s 51) et l'Américaine Kayla White (22 s 56), qui l'avait jusque-là battue à Gaborone et Rabat. Elle améliore de 6 centièmes son record personnel et propre record d'Égypte, et réalise les minima qualificatifs pour les championnats du monde 2023 à Budapest et les Jeux olympiques 2024 à Paris. Egalement alignée sur 100 m durant la compétition, elle termine 2e en 11 s 16 (- 0,1 m/s) derrière la Britannique Daryll Neita (11 s 05).
Le 12 avril 2025, elle remporte le Botswana Golden Grand Prix sur 400 m en 50 s 77, nouveau record national.

## Vie privée
Bassant Hemida est la sœur des athlètes Bassem Hemeida (né en 2000), vice-champion du monde junior du 400 m haies en 2018, et Seifeldin Hemeida (né en 2005), vice-champion d'Asie en salle 2023 du saut à la perche, qui représentent tous les deux le Qatar.

## Palmarès
| Date | Compétition                         | Lieu        | Résultat | Épreuve   | Temps   |
| ---- | ----------------------------------- | ----------- | -------- | --------- | ------- |
| 2015 | Championnats d'Afrique juniors      | Addis Abeba | 6e       | 100 m     | 12 s 50 |
| 2015 | Championnats d'Afrique juniors      | Addis Abeba | 4e       | 4 x 100 m | 48 s 32 |
| 2016 | Championnats méditerranéens espoirs | Tunis       | 4e       | 100 m     | 11 s 72 |
| 2016 | Championnats méditerranéens espoirs | Tunis       | 2e       | 200 m     | 23 s 64 |
| 2018 | Championnats méditerranéens espoirs | Jesolo      | 3e       | 100 m     | 11 s 62 |
| 2018 | Championnats méditerranéens espoirs | Jesolo      | 2e       | 200 m     | 23 s 89 |
| 2018 | Jeux méditerranéens                 | Tarragone   | 4e       | 200 m     | 23 s 47 |
| 2019 | Universiade                         | Naples      | 7e       | 100 m     | 11 s 53 |
| 2019 | Jeux africains                      | Rabat       | 3e       | 100 m     | 11 s 31 |
| 2019 | Jeux africains                      | Rabat       | 2e       | 200 m     | 22 s 83 |
| 2021 | Championnats panarabes              | Radès       | 2e       | 100 m     | 11 s 45 |
| 2021 | Championnats panarabes              | Radès       | 2e       | 200 m     | 23 s 08 |
| 2022 | Jeux méditerranéens                 | Oran        | 1re      | 100 m     | 11 s 10 |
| 2022 | Jeux méditerranéens                 | Oran        | 1re      | 200 m     | 22 s 47 |
| 2023 | Championnats panarabes              | Marrakech   | 1re      | 100 m     | 11 s 33 |

## Records
| Épreuve | Épreuve   | Temps        | Lieu     | Date            |
| ------- | --------- | ------------ | -------- | --------------- |
| 60 m    | En salle  | 7 s 31 (NR)  | Belgrade | 18 mars 2022    |
| 100 m   | Plein air | 11 s 02 (NR) | Nairobi  | 7 mai 2022      |
| 200 m   | Plein air | 22 s 41 (NR) | Hengelo  | 4 juin 2023     |
| 400 m   | Plein air | 50 s 53 (NR) | Madrid   | 19 juillet 2025 |